# Tropidacris collaris
Tropidacris collaris, conocida vulgarmente como langosta o tucura quebrachera, es una especie de saltamontes de la familia Romaleidae. 
Es una langosta de gran tamaño de América del Sur, también conocida como langosta de alas azules a pesar de que varía enormemente en su coloración. Es común en los bosques y en las zonas secas de América del Sur, desde Colombia hasta Argentina. En partes del norte de Argentina se considera una plaga. También son populares entre los entusiastas de insectos y terrarios.
Una langosta de esta especie fue observada aterrizando en el brazo del futbolista James Rodríguez, después de que este convirtiera un gol para la selección de Colombia en la derrota por 2-1 ante Brasil, en los cuartos de final de la Copa del Mundo de 2014.